# Heer (Wehrmacht)

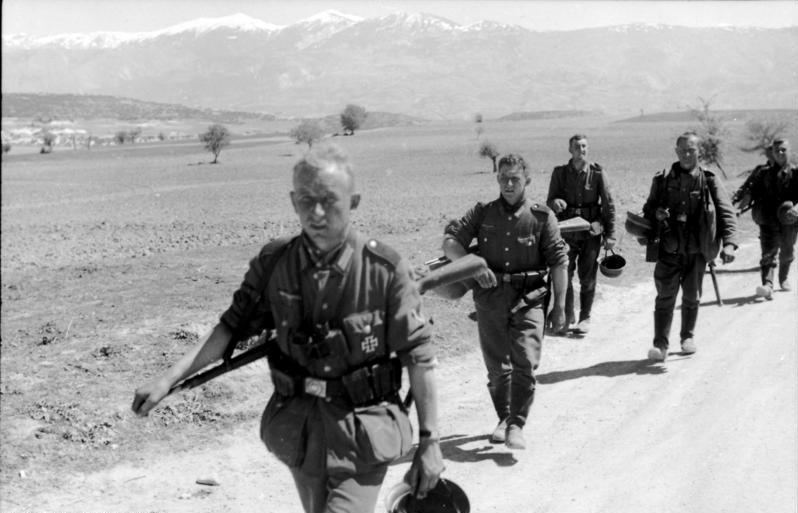
Soldados do exército alemão na Grécia, em 1941.

O Heer (tradução: exército) era o componente de forças terrestres da Wehrmacht, que eram as Forças Armadas Alemãs, de 1935 até que efetivamente deixou de existir em 1945 e foi formalmente dissolvida em agosto de 1946. Durante a Segunda Guerra Mundial, um total de cerca de 13,6 milhões de soldados serviram no Heer. O pessoal do Heer era composto por voluntários e conscritos.
Apenas 17 meses depois que Adolf Hitler anunciou o programa de rearmamento da Alemanha em 1935, o exército atingiu sua meta projetada de 36 divisões. Durante o outono de 1937, mais dois corpos foram formados. Em 1938, quatro corpos adicionais foram formados com a inclusão das cinco divisões do Exército austríaco após o Anschluss em março. Durante o período de sua expansão sob Hitler, o Exército Alemão continuou a desenvolver conceitos pioneiros durante a Primeira Guerra Mundial, combinando recursos terrestres e aéreos em forças armadas combinadas. Juntamente com métodos operacionais e táticos, como cercos e "batalha de aniquilação", os militares alemães conseguiram vitórias rápidas nos dois anos iniciais da Segunda Guerra Mundial, um novo estilo de guerra descrito como Blitzkrieg (guerra relâmpago) por sua velocidade e poder destrutivo.

## Campanhas

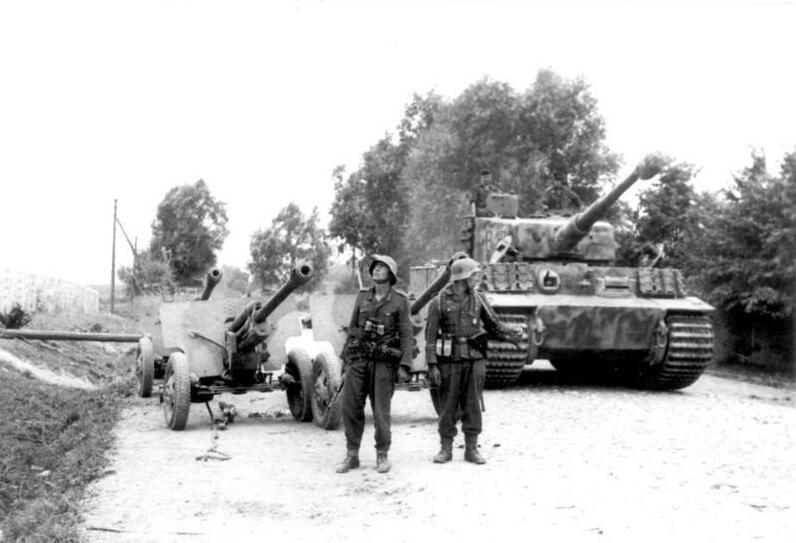
Militares alemães da Divisão Großdeutschland com um tanque Tiger I na Rússia em 1943.

A infantaria permaneceu soldados de infantaria durante a guerra; a artilharia também permaneceu principalmente puxada por cavalos. As formações motorizadas receberam muita atenção da imprensa mundial nos primeiros anos da guerra, e foram citadas como o principal motivo do sucesso das invasões alemãs da Polônia (setembro de 1939), Dinamarca e Noruega (1940), Bélgica, França e Holanda (maio de 1940), Iugoslávia (abril de 1941) e os estágios iniciais da Operação Barbarossa, a invasão da União Soviética (junho de 1941). No entanto, suas formações motorizadas e de tanque representavam apenas 20% da capacidade do Heer em sua força máxima. A falta de caminhões do exército (e de petróleo para dirigi-los) limitou severamente o movimento da infantaria, especialmente durante e após a invasão da Normandia, quando o poder aéreo das forças aliadas devastou a rede ferroviária francesa ao norte do Loire. Os movimentos do Panzer também dependiam do trilho, já que dirigir um tanque por longas distâncias desgastava seus rastros.

## Equipamentos
Ao contrário da crença popular, o exército alemão na Segunda Guerra Mundial não era um rolo compressor mecanizado como um todo. Em 1941, entre 60% e 70% de suas forças não eram motorizadas, contando com a ferrovia para movimentação rápida e o transporte puxado a cavalo pelo país. A porcentagem de motorização diminuiu depois disso. Em 1944, aproximadamente 85% não era motorizado. O uniforme padrão usado pelo exército alemão consistia em uma túnica e calças Feldgrau (cinza), e um capacete Stahlhelm.